# Kriptoportik
Kriptoportikus (od latinskog crypta - grobnica, porticus-trijem) je prekriveni hodnik ili prolaz, dio stare rimske arhitekture. Kriptoportikus se često nalazi u prizemlju ili napola ispod zemlje i podupire strukturu kao što je forum ili rimska vila, u kojem slučaju je služio kao basis villae. Često je nadsvođen i osvjetljen otvorima na svodu. U radovima Plinija Mlađeg, opisan je samo kao sinonim za kriptu.

## Arleški kriptoportikus
Arleški kriptoportikus, koji potječe iz 1. stoljeća pr. Kr. izgrađen je kao temelj za forum, koji je od onda bio zamijenjen kapelom isusovačkog kolegija i gradskom vijećnicom. Tri dvostruka, paralelna tunela u obliku slova U su poduprijeta s 50 stupova. 
Zidarske oznake upućuju na to da su ga izgradili grčki zidari, najvjerojatnije iz Marseillea. Slične strukture postoje i u Narbonni, Reimsu i Bavayu, su bile upotrijebljene za čuvanje žita. Kriptoportikus u Arlesu je previše vlažan za dugotrajno čuvanje i moguće je da je služio kao kuća za javne robove.